# Daniel Fernandez (musicien)
Pour le judoka belge, voir Daniel Fernández.
Pour les articles homonymes, voir Fernández.
Daniel Fernandez, né le 14 novembre 1970 à Dijon, est un guitariste et chanteur français d'origine espagnole.

## Biographie
Après une enfance dans un quartier de Dijon, Daniel Fernandez décide de faire de la musique son métier. Il intègre en 1992 le Centre Musical et Créatif de Nancy, en tant que guitariste. Il y obtient la mention de « meilleur espoir ». 
Après différentes expériences musicales au cours des années 1990, il désire réaliser son propre album au début des années 2000. Son de peau voit le jour en 2004. À cette période il se lie d'amitié avec le parolier Jean Fauque.
À la suite de ce premier album Daniel Fernandez rencontre un succès croissant. Il apparait sur diverses scènes nationales (Francofolies, l'Européen, ...). Après différentes rencontres et nombre de concerts, il réalise son second album, Selon, sur lequel Yves Jamait se joint à lui pour un duo.
Depuis la rentrée 2010, il est en tournée dans toute la France avec son acolyte Yves Jamait, souhaitant faire découvrir et partager un mélange de musique franco-espagnole.
Daniel Fernandez s'est aussi vu proposer le premier rôle d'un long-métrage du jeune réalisateur dijonnais Christophe Gomes, "Les fils de l'Hydre", avec notamment Yves Jamait et François Chattot. Le film étant tourné majoritairement sur Dijon et Besançon.

## Discographie
- Son de peau, Mosaic Music, 2004
- Selon, Stendhal Diffusion, 2007
- Vida Mia, Indigo, 2010 : premier CD live + DVD des 10 ans de carrière
- Les yeux brûlés, Coolos productions 2013
- Yuma , Label Épique, MAI productions, 2016

## Filmographie
- 2011 : Les fils de l'Hydre de Christophe Gomes et Ludovic Gaudry : "Inspecteur Vargas"

## Distinctions
- 1er prix du festival En Découvrance, parrainé par Francis Cabrel